# Ugo Pietro Spinola
Ugo Pietro Spinola, né le 29 juin 1791 à Gênes et mort le 21 janvier 1858 à Rome, est un cardinal italien du XIXe siècle.

## Biographie
Ugo Pietro Spinola exerce diverses fonctions au sein de la Curie romaine. Il est élu archevêque titulaire de Thèbes (de) en 1826 et envoyé comme nonce apostolique en Autriche (en).
Le pape Grégoire XVI le crée cardinal in pectore lors du consistoire du 30 septembre 1831. Sa création est publiée le 2 juillet 1832. Le cardinal Spinola est légat apostolique à Bologne.
Le cardinal Spinola participe au conclave de 1846, lors duquel Pie IX est élu pape.

## Succession apostolique
Ugo Pietro Spinola a ordonné les évêques suivants :
- Archevêque Luigi Nazari di Calabiana (1847)